# جوناثان هايز
جوناثان هايز (بالإنجليزية: Jonathan Hayes)‏ هو لاعب كرة قدم أمريكية أمريكي، ولد في 11 أغسطس 1962 في South Fayette Township, Pennsylvania ‏ في الولايات المتحدة.

## وصلات خارجية
- جوناثان هايز على موقع مرجع كرة القدم المحترفة.كوم (الإنجليزية)